# Цыткин, Владимир Борисович
Владимир Борисович Цыткин (укр. Володимир Борисович Циткін; род. 1 августа 1966, Киев) — советский и украинский футболист, вратарь. Известный по выступлениям в черновицкой «Буковине», винницкой «Ниве» и киевской «Оболони». Провёл более 500 официальных матчей в составе различных команд, после завершения активной карьеры игрока стал футбольным тренером. Много лет проработал тренером в юношеской сборной Украины различных возрастных категорий, где был как главным наставником (2013—2016), так и помощником (2003—2012). Мастер спорта СССР и Украины.

## Игровая карьера
Футболом начал заниматься в ДЮСШ «Динамо» (Киев), первый тренер Виктор Шевченко. Затем команду Владимира принял Вячеслав Семёнов, с которым молодой вратарь прошел все ступени динамовской школы. После этого несколько лет был в дубле киевского «Динамо», тогда же, Анатолий Бышовец, который работал и в динамовской школе, привлекал Цыткина в состав юношеской сборной СССР. Из-за травм, которые привели к двум операциям за год, игрок выбыл на определенный срок и пробиться в основу киевлян не сумел, поэтому начал играть за ирпенских «динамовцев» во второй союзной лиге. Там молодой вратарь провел четыре сезона и получил приглашение от команды первой лиги СССР: «Заря» (Ворошиловград). За этот клуб сыграл всего 4 матча и вскоре вернулся в «Динамо», став снова основным вратарем.
В 1990 году стал игроком черновицкой «Буковины», которая с Цыткиным на воротах по итогам того сезона вышла из Второй лиги в первую, а в следующем сезоне заняла 5 место в Первой лиге. После распада СССР «Буковина» была включена Высшую лигу Украины, где Владимир дебютировал 10 марта 1992 года в матче против луцкой «Волыни». Всего за «Буковину» провёл 82 официальных матча. Во время зимнего перерыва сезона 1992/93 он переехал в лагерь винницкой «Нивы» и в том же сезоне помог команде выйти в Высшую лигу. В их составе также стал финалистом Кубка Украины, на основании чего сыграл 4 матча в еврокубках. Ненадолго ездил в Израиль, в команду «Маккаби» (Акко). Во второй половине сезона 1998/99 оставил винницкую команду, проведя при этом 164 официальные игры в составе «Нивы» за эти годы.
Карьеру продолжил в иванофранковских клубах: «Прикарпатье» и «Энергетик». Осенью 2000 года стал игроком столичной «Оболони», с которой за два сезона вышел из Второй лиги в Высшую, после чего в конце 2002 года завершил карьеру игрока.

## Тренерская карьера
Закончив активную карьеру игрока, Цыткин получил приглашение от Анатолия Бузника стать тренером вратарей в юношеских сборных Украины, где проработал 10 лет. Часто совмещал работу в сборных с работой на клубном уровне, хотя специфика работы с юношами серьезно отличается от функций тренера в профессиональном клубе. Однако таким образом он параллельнно проработал в таких клубах, как: «Нива» (Винница), «Черноморец» (Одесса), «Звезда» (Кировоград), «Оболонь» (Киев) и «Балтика» (Калининград). В 2013 году Федерация футбола Украины доверила Владимиру Борисовичу возглавить юношескую сборную Украины 1998 года рождения, которую он тренировал в течение четырех лет. А в 2017 и 2018 годах вновь работал тренером вратарей в винницкой «Ниве». В 2019 году в качестве ассистента главного тренера Семёна Альтмана, тренировал национальную сборную Молдавии. В январе 2021 возглавил винницкую «Ниву», которую тренировал до начала ноября того же года. В 2022 году возглавил дебютанта второй украинской лиги ФК «Хуст», которого в первом же сезоне вывел в первую лигу Украины.

## Достижения

### В качестве игрока
Сборная УССР
- Победитель Спартакиады народов СССР: 1986

«Буковина» (Черновцы)
- Победитель Второй лиги СССР: 1990

«Нива» (Винница)
- Финалист Кубка Украины: 1996
- Победитель Первой лиги Украины: 1993

«Оболонь» (Киев)
- Бронзовый призёр Первой лиги Украины: 2002
- Победитель Второй лиги Украины: 2001

### В качестве тренера
«Хуст»
- Серебряный призёр Второй лиги Украины: 2022/23

## Образование
Окончил школу № 175 в Киеве на отлично с золотой медалью. Получил диплом Киевского университета им. Тараса Шевченко по специальности: «Биохимия, преподаватель биологии и химии», также учился в Черновицком университете им. Юрия Федьковича на факультете иностранных языков. Имеет международный тренерский диплом УЕФА категории «PRO».